# Amber Hill
Amber Hill est une paroisse civile et un village du Lincolnshire, en Angleterre.